# Roepera cordifolia
Roepera cordifolia är en pockenholtsväxtart som först beskrevs av Carl von Linné d.y., och fick sitt nu gällande namn av Beier & Thulin. Roepera cordifolia ingår i släktet Roepera och familjen pockenholtsväxter. Inga underarter finns listade i Catalogue of Life.